# Bergagård
Bergagård est un village en Halland, Suède. Le village a une population de 265 habitants (2005). Il se situe dans la paroisse de Ljungby.